# The Saints
The Saints é uma banda de rock australiana, formada em Brisbane em 1974. É considerada uma das primeiras e mais influentes bandas punk. Em 1975, contemporânea ao Ramones, The Saints tocava com tempos rápidos e guitarras sujas, que caracteriza o punk da década de 70. Com seu primeiro single "(I'm) Stranded", no final de 1976, lançaram gravações antes de bandas mais conhecidas como Sex Pistols e The Clash. De acordo com Bob Geldof, o Rock dos anos 70 foi transformado por três bandas - Sex Pistols, The Ramones e The Saints.

## Discografia

### Álbuns de estúdio
- (I'm) Stranded (1977)
- Eternally Yours (1978)
- Prehistoric Sounds (1978)
- The Monkey Puzzle (1981)
- I Thought This Was Love, But This Ain't Casablanca (1982) (released outside Australia as Out in the Jungle ... Where Things Ain't so Pleasant)
- A Little Madness to Be Free (1984)
- All Fools Day (1986)
- Prodigal Son (1988)
- Howling (1997)
- Everybody Knows the Monkey (1998)
- Spit the Blues Out (2002)
- Nothing is Straight in My House (2005)
- Imperious Delirium (2006)

### Ao vivo
- Live in a Mud Hut ... Somewhere in Europe (1985)
- The Most Primitive Band in the World (Ao vivo no Twilight Zone, Brisbane 1974) (1995)

### Coletâneas
- Best of the Saints (1986)
- Scarce (1989)
- The New Rose Years (1989)
- Songs of Salvation 1976-1988 (1991)
- Permanent Revolution (1991)
- Know Your Product - The Best of... (1996)
- 7799: Big Hits on the Underground (1999)
- Wild About You (2001)
- All Times Though Paradise (4-disc box set) (2005) Collection of the original band's first three álbuns including two complete live performances and numerous out-takes; remastered by Don Bartley with Ed Kuepper (EMI Australia)
- The Greatest Cowboy Movie Never Made (2006) (4-disc box set) Disc 1 - The Monkey Puzzle, Disc 2 - Out in the Jungle, Disc 3 - A Little Madness to be Free, Disc 4 - A Gallon of Rum Is a Harsh Mistress in the Morning After, Live in Oz. The compilation features álbuns from the early 1980s, after The Saints' punk phase. The "lost" EP Paralytic Tonight Dublin Tomorrow appears on Disc 1. "Live in Oz" is previously un-released and features a concert from 1981. (Cadiz)

### Singles
- "(I’m) Stranded" / "No Time" (Fatal MA-7186 (Australia); Power Exchange PX-242 (UK); Sire 1005) (USA)) (1976)
- "Erotic Neurotic" / "One Way Street" (EMI Harvest SHAR-5123 (UK)) (1977)
- "This Perfect Day" / "L-I-E-S" (EMI Harvest SHAR-5130; also as 12" with bonus track "Do the Robot" HAR-5130 (UK)) (1977)
- "Lipstick on Your Collar" / "River Deep - Mountain High" (EMI 1C 006-82416 (UK)) (1977)
- "Know Your Product" / "Run Down" (EMI Harvest 11673 (UK)) (1978)
- "Security" / "All Times Through Paradise" (EMI Harvest SHAR-5166 (UK)) (1978)
- "Always" / "In the Mirror" (New Rose NEW-3 (France); Larrikin RISS-003 (Australia)) (1980)
- "Let's Pretend" / "Gypsy Woman" (Lost Rec 13093 (Australia)) (1981)
- "Follow the Leader" / "Animal" (Flicknife FLS-215) (1982)
- "Ghost Ships" / "Wrapped Up and Blue" (New Rose NEW-37 (France)) (1984)
- "Imagination" / "The Prisoner" (live) (New Rose NEW-43 (France)) (1984)
- "Just Like Fire Would" / "Storm" (Mushroom (Australia)) (1986)
- "(You Can't Tamper with) the Temple of the Lord" / "East is East" (Mushroom K-21 (Australia)) (1986)
- "See You in Paradise" / "Casablanca" (Mushroom (Australia)) (1986)
- "The Music Goes Round My Head"/ "Tomorrow" (K694 Mushroom (Australia)) (1988)
- "Stay"/ "Idiot Blues" (K-559 Mushroom (Australia)) (1988)

### EPs
- "(I'm) Stranded" / "No Time" // B-side by Stanley Frank (split promo EP; Power Exchange (UK)) (1977)
- One Two Three Four (1977)
- Paralytic Tonight, Dublin Tomorrow  (1979)
- "Ghost Ships" / "Wrapped Up and Blue" // "Angels" / "Roses" (12" EP; New Rose (France)) (1984)
- "See You In Paradise"/"In The Mirror" // "Casablanca" / "Curtains" (12" EP X14336 Mushroom (Australia) (1986)
- Cheap Erotica (1993)